# Superliga Grega de 2024–25
A Superliga Grega de 2024–25 (conhecida como Stoiximan Super League por motivos de patrocínio) é a 89ª edição do Campeonato Grego de Futebol, a principal divisão do futebol grego desde de sua fundação em 1959. O atual campeão é o PAOK.
A temporada começou em 17 de agosto de 2024 e tem previsão de terminar em 18 de maio de 2025.

## Visão Geral

### Formato
O Campeonato é realizado em duas fases, sendo elas a Temporada Regular (Fase 1) e a Fase de Grupo do Campeonato, Grupo da Europa e Grupo do Rebaixamento (Fase 2). Na Temporada Regular serão disputadas 26 partidas em 2 turnos de 13 rodadas cada, onde em cada rodada todas as equipes competirão contra todas as outras por empate.
Após o final da Temporada Regular as equipes classificadas de 1 a 4 participarão do Grupo do Campeonato e as equipes classificadas de 5 a 8 participarão do Grupo da Europa e as equipes classificadas do 9 a 14 participarão do Grupo do Rebaixamento, mantendo (tanto nos Grupos) o total de pontos que ganharam durante o Temporada Regular.

### Grupo do Campeonato
O Grupo do Campeonato serão realizados em 8 dias de jogo, ou seja, em 2 rodadas de 4 jogos cada, onde em cada rodada todas as equipes competirão contra todas as outras, por sorteio.
Será declarada campeã a equipe (das que participaram dos Grupo do Campeonato) que após a conclusão dos Grupo do Campeonato tiver a maior pontuação (ou seja, terá acumulado mais pontos durante a Temporada Regular e o Grupo do Campeonato combinados).
Da mesma forma (soma dos pontos na Época Regular e no Grupo do Campeonato) serão determinadas as restantes posições do Campeonato (2º, 3º etc.) de onde surgirão as equipas que participarão nas Competições da UEFA. 

### Grupo da Europa
O Grupo da Europa serão realizados em seis dias de jogo, ou seja, em duas rodadas de três jogos cada, onde em cada rodada todas as equipes competirão contra todas as outras, por sorteio. A última vaga europeia disponível será atribuída à equipa (das que participarão nesta ronda) que, após a conclusão, terminará no 5º lugar. As 4 equipes que entrarão nesta rodada o farão com metade dos pontos conquistados na temporada regular.

### Grupo do Rebaixamento
O Grupo do Rebaixamento serão realizados em dez dias de jogo, ou seja, duas rodadas em que todas as equipes competirão contra todas as outras, por sorteio. As equipes classificadas em 8º, 9°, 10° e 11° lugar na Temporada Regular competirão em seis jogos em casa e quatro fora nos Grupo do Rebaixamento, enquanto as demais equipes competirão quatro jogos em casa e seis jogos fora de casa no Grupo do Rebaixamento, em caso de empate. 
As posições 8 a 14 serão determinadas pelo total de pontos que as equipes participantes do Grupo do Rebaixamento ganharam cumulativamente durante a Temporada Regular e o Grupo do Rebaixamento cumulativamente.
De acordo com o anúncio do campeonato, ao final da temporada, os 2 últimos times serão rebaixados para a Segunda Divisão.

## Participantes

### Promovidos e rebaixados
| Pos. | Rebaixados da Superliga Grega |
| ---- | ----------------------------- |
| 13°  | Kifisia                       |
| 14°  | PAS Giannina                  |

| Pos. | Promovidos da Segunda Divisão |
| ---- | ----------------------------- |
| 1º   | Levadiakos                    |
| 2º   | Atenas Kallithea              |

### Informações dos clubes
| Clube            | Cidade    | Estádio                     | Capacidade | Títulos                |
| ---------------- | --------- | --------------------------- | ---------- | ---------------------- |
| AEK Atenas       | Atenas    | Estádio Agia Sophia         | 31.100     | 13 (atual campeão)     |
| Aris             | Salonica  | Estádio Kleanthis Vikelidis | 22.800     | 3 (último em 1945–46)  |
| Asteras Tripolis | Trípoli   | Estádio Asteras Tripolis    | 5.864      | 0 (nenhum)             |
| Atromitos        | Peristeri | Estádio Peristeri           | 10.200     | 0 (nenhum)             |
| Atenas Kallithea | Atenas    | Estádio Gregoris Lambrakis  | 4.250      | 0 (nenhum)             |
| Lamia            | Lâmia     | Lamia Municipal Stadium     | 5.500      | 0 (nenhum)             |
| Olympiacos       | Pireu     | Estádio Karaiskakis         | 32.115     | 47 (último em 2021–22) |
| Panathinaikos    | Atenas    | Estádio Leoforos Alexandras | 15.000     | 20 (último em 2009–10) |
| Panetolikos      | Agrínio   | Estádio Panetolikos         | 7.321      | 0 (nenhum)             |
| Panserraikos     | Serres    | Serres Municipal Stadium    | 9.500      | 0 (nenhum)             |
| PAOK             | Salonica  | Estádio Toumba              | 28.703     | 3 (último em 2018–19)  |
| Levadiakos       | Livadeia  | Levadias Stadium            | 10.000     | 0 (nenhum)             |
| Volos            | Vólos     | Estádio Panthessaliko       | 22.700     | 0 (nenhum)             |

## Classificação

### Temporada regular
| Pos | Equipe           | Pts | J  | V | E | D | GP | GC | SG  | Classificação ou descenso |
| --- | ---------------- | --- | -- | - | - | - | -- | -- | --- | ------------------------- |
| 1   | Olympiacos       | 24  | 12 | 7 | 3 | 2 | 21 | 10 | +11 | Grupo do Campeonato       |
| 2   | PAOK             | 23  | 12 | 7 | 2 | 3 | 21 | 13 | +8  | Grupo do Campeonato       |
| 3   | Panathinaikos    | 22  | 12 | 6 | 4 | 2 | 12 | 8  | +4  | Grupo do Campeonato       |
| 4   | AEK Atenas       | 21  | 12 | 6 | 3 | 3 | 17 | 8  | +9  | Grupo do Campeonato       |
| 5   | Aris             | 21  | 12 | 6 | 3 | 3 | 17 | 11 | +6  | Grupo da Europa           |
| 6   | Panetolikos      | 18  | 12 | 5 | 3 | 4 | 13 | 10 | +3  | Grupo da Europa           |
| 7   | Atromitos        | 17  | 12 | 5 | 2 | 5 | 18 | 17 | +1  | Grupo da Europa           |
| 8   | Asteras Tripolis | 16  | 12 | 4 | 4 | 4 | 13 | 12 | +1  | Grupo da Europa           |
| 9   | OFI Creta        | 16  | 12 | 4 | 4 | 4 | 17 | 20 | −3  | Grupo do Rebaixamento     |
| 10  | Panserraikos     | 13  | 12 | 4 | 1 | 7 | 16 | 22 | −6  | Grupo do Rebaixamento     |
| 11  | Volos            | 13  | 12 | 4 | 1 | 7 | 10 | 18 | −8  | Grupo do Rebaixamento     |
| 12  | Levadiakos       | 9   | 12 | 1 | 6 | 5 | 13 | 21 | −8  | Grupo do Rebaixamento     |
| 13  | Lamia            | 8   | 12 | 1 | 5 | 6 | 9  | 18 | −9  | Grupo do Rebaixamento     |
| 14  | Atenas Kallithea | 7   | 12 | 0 | 7 | 5 | 9  | 18 | −9  | Grupo do Rebaixamento     |

### Confrontos
| Mandante \ Visitante | AEK | ARIS | AST | ATK | ATR | LAM | LEV | OFI | OLY | PAO | PNE | PNS | PAOK | VOL |
| -------------------- | --- | ---- | --- | --- | --- | --- | --- | --- | --- | --- | --- | --- | ---- | --- |
| AEK Atenas           | —   |      | 3–0 |     |     | 1–1 |     | 3–0 |     | 2–0 |     |     | 1–1  | 2–0 |
| Aris                 |     | —    | 1–1 | 2–0 |     | 2–0 | 3–1 |     | 2–1 |     |     |     |      | 0–1 |
| Asteras Tripolis     |     |      | —   |     | 1–2 |     | 1–1 | 3–0 | 1–0 |     |     |     | 1–2  | 0–1 |
| Atenas Kallithea     | 0–0 |      | 1–3 | —   | 0–3 |     |     |     |     | 2–2 | 1–1 | 1–2 |      |     |
| Atromitos            | 0–1 | 1–1  |     |     | —   | 4–2 | 2–1 |     |     |     | 0–2 |     | 1–2  | 1–2 |
| Lamia                |     |      | 0–0 | 0–0 |     | —   |     | 1–1 | 0–3 |     |     | 1–2 | 1–2  |     |
| Levadiakos           | 0–3 |      |     | 0–0 |     | 2–2 | —   | 1–1 |     |     |     |     | 0–2  | 3–2 |
| OFI Creta            |     | 3–2  |     | 2–2 | 1–1 |     |     | —   |     | 0–1 | 1–2 |     |      |     |
| Olympiacos           | 4–1 |      |     | 2–1 | 2–0 |     | 2–2 |     | —   | a   | 0–0 | 2–1 |      |     |
| Panathinaikos        |     | 1–1  | 0–1 |     |     | 1–0 | 1–0 |     | 0–0 | —   |     | 3–1 |      |     |
| Panetolikos          | 1–0 | 2–1  | 1–1 |     |     | 0–1 |     |     |     | 1–2 | —   | 3–0 |      | 0–1 |
| Panserraikos         | 1–0 | 0–1  |     |     | 2–3 |     | 2–2 | 2–3 |     |     |     | —   |      |     |
| PAOK                 |     | 0–1  |     |     |     |     |     | 1–2 | 2–3 | 0–0 | 2–0 | 3–2 | —    |     |
| Volos                |     |      |     | 1–1 |     |     |     | 1–3 | 0–2 | 0–1 |     | 0–1 | 1–4  | —   |

## Estatísticas
Atualizado em 24 de novembro de 2024.

### Artilharia
| Pos. | Jogador            | Equipe        | Gols |
| ---- | ------------------ | ------------- | ---- |
| 1    | Ayoub El Kaabi     | Olympiacos    | 10   |
| 2    | Jefté Betancor     | Panserraikos  | 9    |
| 3    | Loren Morón        | Aris          | 8    |
| 4    | Filip Đuričić      | Panathinaikos | 5    |
| 5    | Júnior Mendieta    | Volos         | 4    |
| 5    | Manu García        | Aris          | 4    |
| 5    | Mark Koszta        | Volos         | 4    |
| 5    | Stefan Schwab      | PAOK          | 4    |
| 5    | Taxiarchis Fountas | OFI Creta     | 4    |
| 5    | Tetê               | Panathinaikos | 4    |